# Дычинский, Цезарь Адольфович
Це́зарь Адо́льфович Дычинский (15 сентября 1904, Шепетовка — 21 июля 1998, Ростов-на-Дону) — советский работник сельского хозяйства, агроном зерносовхоза, Герой Социалистического Труда.

## Биография
Родился 15 сентября 1904 года в местечке (ныне город) Шепетовка (ныне Хмельницкой области Украины) в семье украинских поляков. Настоящее имя и отчество — Целистин Адамович.
После окончания школы в Шепетовке пошёл работать в местный лесхоз. Затем окончил трехгодичные курсы агрономов. Был призван в Красную армию и после окончания курсов среднего комсостава служил в Закавказье. В 1944 году, после приказа Сталина — всех специалистов сельского хозяйства из армии демобилизовать и направить в освобожденные районы — оказался в Ростовской области. Работал агрономом в 4-м отделении зерносовхоза «Кагальницкий» Кагальницкого района. В 1948 году на своем отделении вырастил урожай в 31,14 центнера пшеницы на площади 211 гектаров.
В 1949—1960 годах Цезарь Дычинский был директором совхоза «Кагальницкий» Кагальницкого района Ростовской области. Внедрял передовую агротехнику, благодаря чему совхоз славился высокими урожаями. В 1960—1965 годах — председатель колхоза «Победа» Кагальницкого района. В 1965—1977 годах — директор зерносовхоза имени Вильямса Кагальницкого района.
С 1977 года находился на пенсии. Жил в Ростове-на-Дону. Умер 21 июля 1998 года.

Могила Дычинского на Северном кладбище Ростова-на-Дону.

## Награды
- Указом Президиума Верховного Совета СССР от 5 марта 1949 года за получение высоких урожаев пшеницы при выполнении совхозом плана сдачи государству сельскохозяйственных продуктов в 1948 году и обеспеченности семенами всех культур в размере полной потребности для весеннего сева 1949 года Дычинскому Цезарю Адольфовичу присвоено звание Героя Социалистического Труда с вручением ордена Ленина и золотой медали «Серп и Молот».
- Также награждён орденом Трудового Красного Знамени и медалями.